# Gostota električnega toka
Gostôta eléktričnega tóka, pogosto tudi kar gostôta tóka (oznaka j), je določena kot kvocient med električnim tokom I in presekom S, skozi katerega teče tok.
{\displaystyle j={\frac {I}{S}}\!\,.}
Mednarodni sistem enot določa za gostoto električnega toka izpeljano enoto A/m².
Gostoto električnega toka lahko obravnavamo kot vektorsko količino j, usmerjeno pravokotno na ploskev v isti smeri, kot teče električni tok. Zato velja:
{\displaystyle I=\int _{S}{\vec {\mathbf {j} }}\cdot d{\vec {\mathbf {S} }}\!\,.}